# Juan José Ferrer
Juan José Ferrer fue un militar colombiano que luchó contra las Invasiones Inglesas, por la emancipación en la Guerra de Independencia de la Argentina y en las Guerras civiles argentinas, prestando también servicios administrativos durante la guerra contra el Imperio del Brasil.

## Biografía
Juan José Ferrer nació en la ciudad de Buenos Aires, hijo de José Ferrer y Norberta Sayós y Sosa.
En 1806, con motivo de las Invasiones Inglesas al Río de la Plata ingresó como soldado en el escuadrón de Húsares. En 1807 pasó como cadete del Cuerpo de Voluntarios Artilleros de la Unión (o Cuerpo de Voluntarios Patriotas de la Unión) comandado por Felipe de Sentenach.
Al producirse el ataque británico a la Banda Oriental, Ferrer integró la expedición que partió al mando de Santiago de Liniers en defensa de Montevideo.

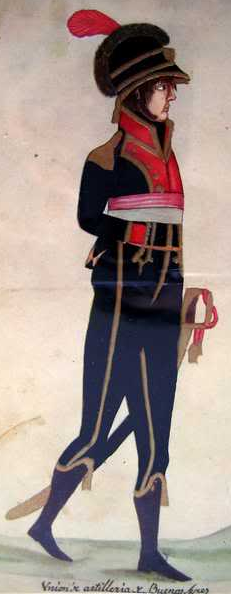
Oficial del Cuerpo de Artilleros de la Unión (1807).

De regreso en Buenos Aires intervino en la defensa de la ciudad contra el ataque británico. El 1 y 2 de julio participó de las maniobras de nulo efecto al otro lado del puente Gálvez (cruzando el Riachuelo en territorio de la provincia de Buenos Aires). Luchó en la batalla general del día 5 hasta que se retiró la artillería. Ese mismo día salió a batir las emboscadas preparadas por el enemigo en la barranca de Sotoca (hoy de Anchorena, en la intersección de las calles Mayo y Corrientes) a poco más de 500 metros del Fuerte.
La actuación que cumplió en esa campaña fue consignada en su parte por el coronel José Fornaguera, por lo que el 20 de abril de 1807 ascendió a subteniente graduado, y a porta estandarte el 24 de agosto del mismo año.
Tras sucesivos ascensos llegó a capitán de compañía en el Batallón de Artillería Volante al mando del coronel Gerardo Esteve y Llach.
Producida la Revolución de Mayo de 1810 fue nombrado capitán de la 9.º compañía del Regimiento de Artillería de la Patria.
Combatió en el primer y segundo sitio de Montevideo hasta la caída de la plaza en junio de 1814.
Organizada la guarnición, Ferrer fue nombrado comandante del 2.º batallón del Regimiento de Artillería. Desde diciembre de 1814 hasta febrero de 1815 actuó en el ejército al mando del general Miguel Estanislao Soler en operaciones contra las fuerzas artiguistas hasta la evacuación de Montevideo.
En 1816 fue ascendido a sargento mayor graduado y enviado al ejército en operaciones contra la provincia de Santa Fe a las órdenes del general Eustoquio Díaz Vélez. Cayó prisionero en Paraná (Entre Ríos), pudiendo escapar.
En 1819 fue ascendido a coronel graduado. En 1820 fue uno de los principales comandantes que apoyaron al general Carlos María de Alvear y al chileno José Miguel Carrera en su campaña contra el gobierno de Buenos Aires. Cayó prisionero de las fuerzas del gobernador Manuel Dorrego en San Nicolás de los Arroyos.
En 1821 fue dado de baja, pero al poco tiempo se lo reincorporó manteniéndose en servicio hasta la reforma del 28 de febrero de 1822.
Solicitó ser nombrado comisario de policía de Buenos Aires y en 1824 fue recomendado para el puesto por el jefe renunciante José María Somalo, siendo finalmente nombrado Prudencio Sagari.
El 28 de agosto de 1827, durante la guerra del Brasil fue nombrado por Dorrego 
"comandante militar y subdelegado de marina del puerto del Salado al teniente coronel de artillería con grado de coronel reformado D.Juan José Ferrer con el sueldo de cien pesos mensuales", estando a cargo las defensas de esa posición clave para el comercio de cabotaje y la actividad corsaria en momentos en que el puerto de Buenos Aires estaba sometido al bloqueo de la marina imperial.
Posteriormente fue designado Subdelegado interino en Las Conchas y en 1828 encargado por el ministro de Guerra y Marina para adquirir en Concepción del Uruguay abastecimientos destinados al Ejército de Operaciones.
Finalizada la guerra, en 1829 fue reincorporado al servicio activo con el grado de coronel graduado desempeñando las funciones de jefe del Taller de Armería y Parque en San Miguel del Monte.
Falleció en la ciudad de Buenos Aires el 10 de octubre de 1835.